# Escudo de Tacuarembó
El escudo de Tacuarembó es uno de los símbolos que representan al departamento homónimo de Uruguay, su diseño actual fue propuesto por José Pedro Lamek y aprobado por la Junta Departamental el 29 de diciembre de 1960. Su lema, El pago más grande de la Patria, fue agregado oficialmente apenas en 1991.

## Descripción
- El Sol naciente: Ubicado en la parte de superior del escudo, simboliza la luz de libertad provenientes del 25 de mayo de 1810.
- Cañas Tacuaras: Ubicadas en forma de V en la parte central del escudo, las tacuaras son el origen del nombre del departamento de Tacuarembó. Su posición representa la V de la victoria como símbolo de las victorias pasadas y los logros futuros.
- Represa de Rincón del Bonete: Ubicada en el cuartel inferior derecho, simboliza el poder del Río Negro y la fuerza de la que es capaz el departamento.
- La mano del sembrador: Ubicado en el cuartel inferior izquierdo, representa la bondad de la tierra y de sus frutos.
- La riqueza pecuaria: Representada como la cabeza de una oveja y una vaca en la parte central superior, simbolizan una parte fundamental de la economía del departamento.
- Antorcha: Ubicada entre los dos cuarteles inferiores, representa el esfuerzo y el progreso realizado por los ciudadanos para lograr una sociedad mejor.
- Cerro Batoví: Figura central del escudo ubicado en la mitad superior de este. Es indiscutiblemente el principal símbolo del departamento, su nombre de  origen guaraní significa seno de virgen debido a su particular forma. Representa las virtudes de la tierra que los hombres toman para volverse personas trabajadoras y de valores.